# Charlene Holt
Pour les articles homonymes, voir Holt.
Charlene Holt est une actrice américaine, de son vrai nom Verna Charlene Stavely, née le 28 avril 1928 à Snyder (Texas), morte le 5 avril 1996 dans le comté de Williamson (lieu exact indéterminé) (Tennessee).

## Biographie
Sous le pseudonyme de Charlene Holt, elle contribue au cinéma à seulement huit films américains, le premier étant Un mari en laisse d'Henry Levin, avec Sandra Dee, Bobby Darin et Micheline Presle, sorti en 1962.
Elle est surtout connue pour ses rôles dans trois films d'Howard Hawks, Le Sport favori de l'homme (1964, avec Rock Hudson et Paula Prentiss), Ligne rouge 7000 (1965, avec James Caan) et le western El Dorado (1966, avec John Wayne, Robert Mitchum et James Caan).
Quasiment retirée de l'écran après El Dorado pour se consacrer à sa famille, elle participe toutefois à deux ultimes films américains, Zigzag de Richard A. Colla (1970, avec George Kennedy, Anne Jackson et Eli Wallach), et enfin Melvin and Howard de Jonathan Demme (1980, avec Jason Robards et Paul Le Mat).
Pour la télévision, Charlene Holt collabore à un téléfilm diffusé en 1974, ainsi qu'à onze séries disséminées de 1962 à 1975, dont L'Homme à la Rolls (deux épisodes, 1963-1964) et Opération vol (deux épisodes, 1968).

## Filmographie

### Au cinéma (intégrale)
- 1962 : Un mari en laisse (If a Man Answers) d'Henry Levin
- 1962 : Le Jour du vin et des roses (Days of Wine and Roses) de Blake Edwards
- 1963 : Island of Love de Morton DaCosta
- 1964 : Le Sport favori de l'homme (Man's Favorite Sport ?) d'Howard Hawks
- 1965 : Ligne rouge 7000 (Red Line 7000) d'Howard Hawks
- 1966 : El Dorado d'Howard Hawks
- 1970 : Zigzag (Zig Zag) de Richard A. Colla
- 1980 : Melvin and Howard de Jonathan Demme

### À la télévision (sélection)
(séries, sauf mention contraire)
- 1963 : Suspicion (The Alfred Hitchcock Hour)
  - Saison 2, épisode 2 A Nice Touch de Joseph Pevney
- 1963-1964 : L'Homme à la Rolls (Burke's Law), première série
  - Saison 1, épisode 3 Who Killed Cable Roberts ? (1963)
  - Saison 2, épisode 6 Who Killed Mr. Cartwhell ? (1964) de Don Weis
- 1965 : Perry Mason, première série
  - Saison 8, épisode 28 The Case of the Grinning Gorilla de Jesse Hibbs
- 1968 : Opération vol (It Takes a Thief)
  - Saison 1, épisode 7 When Thieves Fall In de Don Weis et épisode 10 Birds of a Feather de Don Weis
- 1974 : Wonder Woman, téléfilm de Vincent McEveety
- 1975 : Police Story
  - Saison 3, épisode 12 Company Man d'Alexander Singer